# Гасан Али-хан Каджар
Гасанали-Хан Зияадлы-Каджар Халил оглы (перс. حسن علی خان قاجار‎; ?—1759) — хан Эриванского ханства (1755 — 1759).
.

## Биография
Гасан Али-хан родился в городе Эривань в семье каджарского хана Халил-хана  Зийадлу-Каджара. Он родом из туркоманского кочевого племени Каджар, из клана Зийадлу.
Гасан Али-хан встал во главе Эриванского ханства в 1755 году после восстания народа, во время которого свергли прошлого Халил-хана Узбека.
Он в 1755 году поднял восстание.  Восстание кончилось тем, что разбушевавшийся народ изгнал инородных правителя из города и на исходе 1755 года Гасан Али-хан сам стал управлять сею страною. Источники подтверждают, что уже в 1755 году власть в Эриванском ханстве принадлежала представителю местной династии Каджаров Гасан Али-хану Каджару.;.. Согласно И. Шопену, с началом правления Гасан Али-хана Каджара власть в Эриванском ханстве стала носить наследственный характер .
В период правления Гасан Али-хана Каджара походы царя Картли-Кахетии на Эриванское ханство участились. В результате этих разрушительных походов Эреванское ханство с 1759 года вынуждено было выплачивать ежегодно дань в казну Ираклия II .
Предусмотрев намерения Ираклия II, эриванский хан пригласил для защиты города Ахмед-султана, владельца байатов в Маку, который высказал готовность поддержать эриванцев по ходатайству Шахбаз-хана Хойского.
Гасан Али-хан Зийадлу-Каджар скончался от болезни 9 ноября 1759 года в городе Ереване. После Гасан Али-хана к власти в ханстве пришёл его брат Гусейн Али-хан Каджар.
- Ереван